# 松原知生
松原 知生（まつばら ともお、1971年 - ）は、日本の美術史学者。西南学院大学教授。専門はイタリア美術、骨董など。

## 略歴
1971年、岐阜市生まれ。京都大学文学部卒業、京都大学大学院文学研究科博士後期課程研究指導認定退学。シエナ大学考古学・美術史学科客員研究員、2005年西南学院大学文学部専任講師、06年同国際文化学部助教授、07年准教授、2012年教授。2006年、第４回『美術史』論文賞（美術史学会）を受賞。2019年、「イコンとヴィジョンのあわいに──ルネサンス末期シエナにおける絵画・政治・宗教」で京都大学より博士（人間・環境学）を取得。2021年、『転生するイコン──ルネサンス末期シエナ絵画と政治・宗教抗争』により、第5回フォスコ・マライーニ賞を受賞。

## 著訳書
著書
- 『物数寄考──骨董と葛藤』平凡社、2014年
- 『転生するイコン──ルネサンス末期シエナ絵画と政治・宗教抗争』名古屋大学出版会、2021年（第5回フォスコ・マライーニ賞受賞）
- Senses of Sight: Towards a Multisensorial Approach of the Image. Essays in Honor of Victor I. Stoichita（共著）、L'Erma di Bretschneider、2015年

翻訳
- ヴィクトル・I・ストイキツァ『絵画の自意識──初期近代におけるタブローの誕生』（岡田温司との共訳）ありな書房、2001年
- ヴィクトル・I・ストイキツァ『ピュグマリオン効果──シミュラークルの歴史人類学』ありな書房、2006年
- ヴィクトル・I・ストイキツァ『絵画をいかに味わうか』（喜多村明里・大橋完太郎との共訳）平凡社、2010年